# Livang
Livang é uma cidade do Nepal.